# Flying Tigers

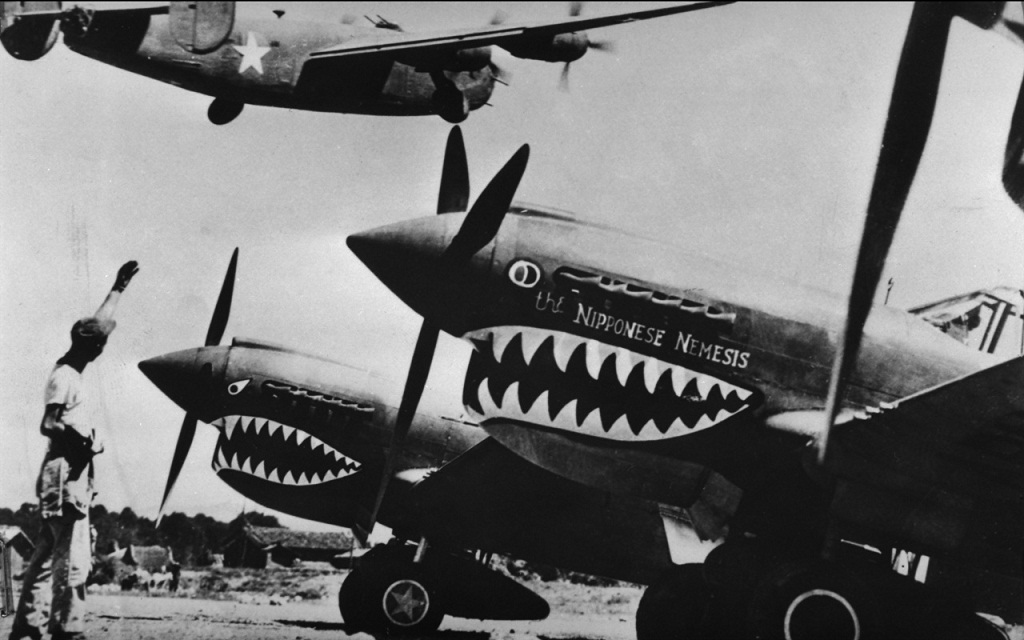
Vliegtuigen van de Flying Tigers

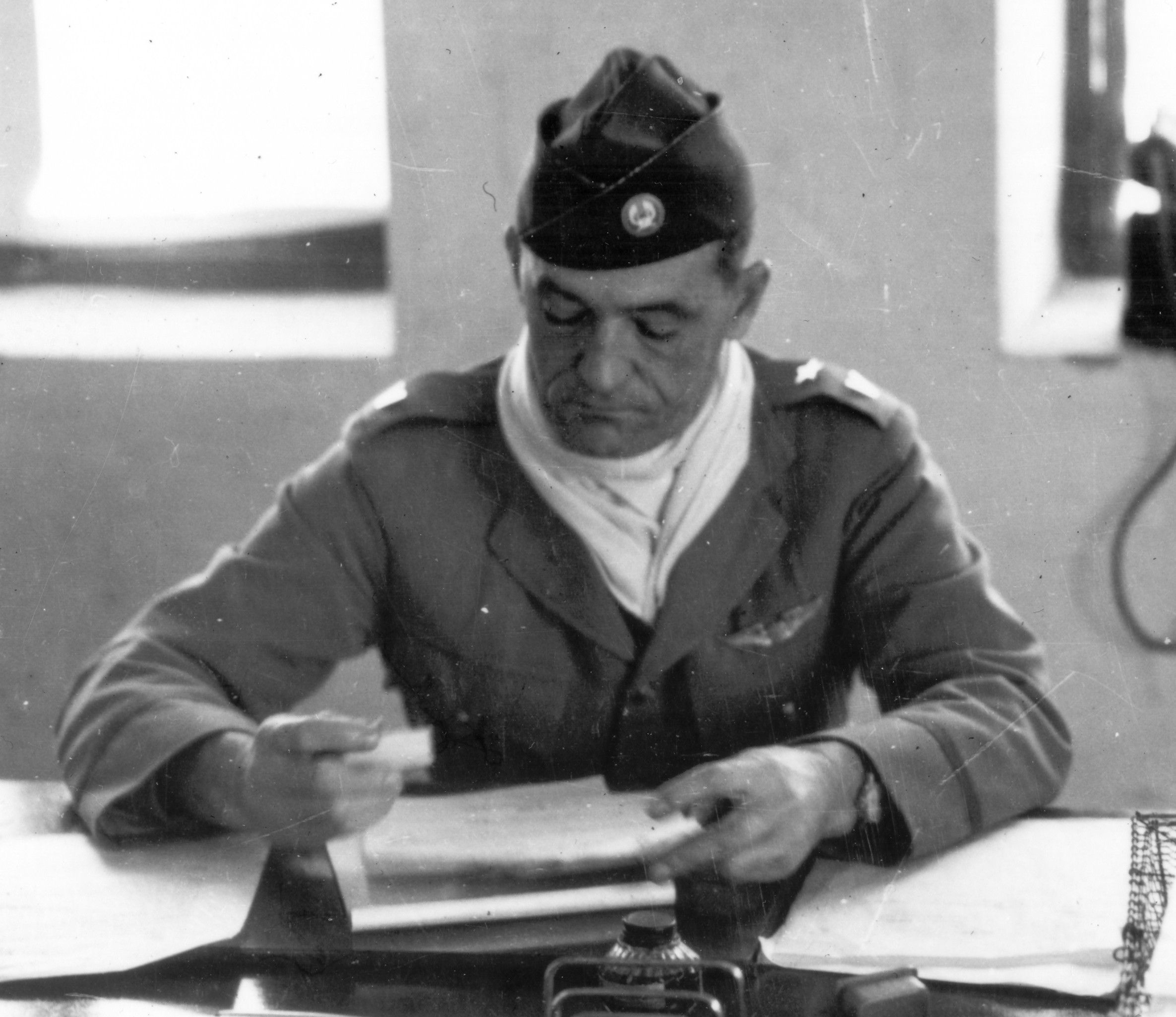
Chennault in zijn kantoor in Kunming (China)

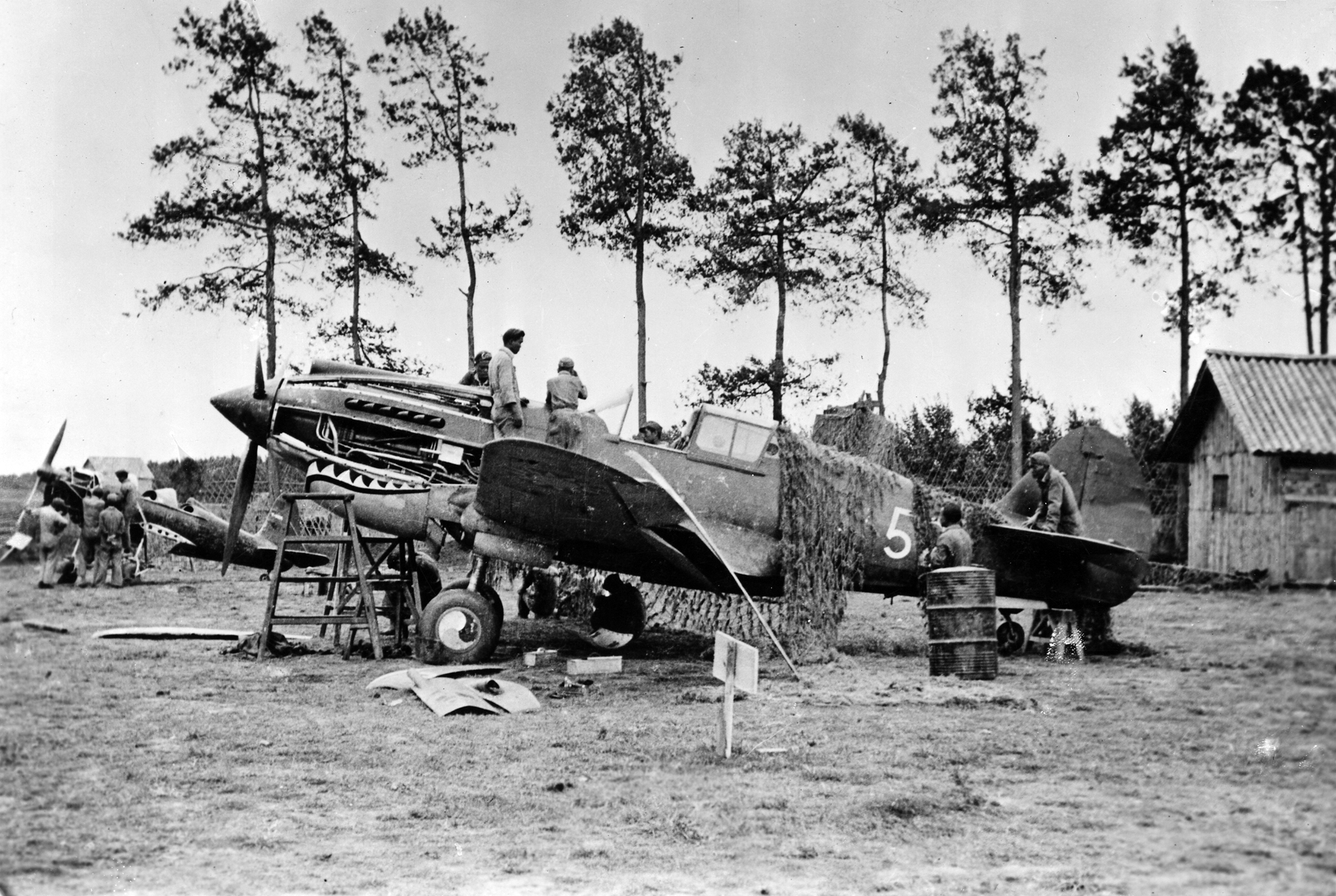
Onderhoud aan de Curtiss P-40 in Kunming

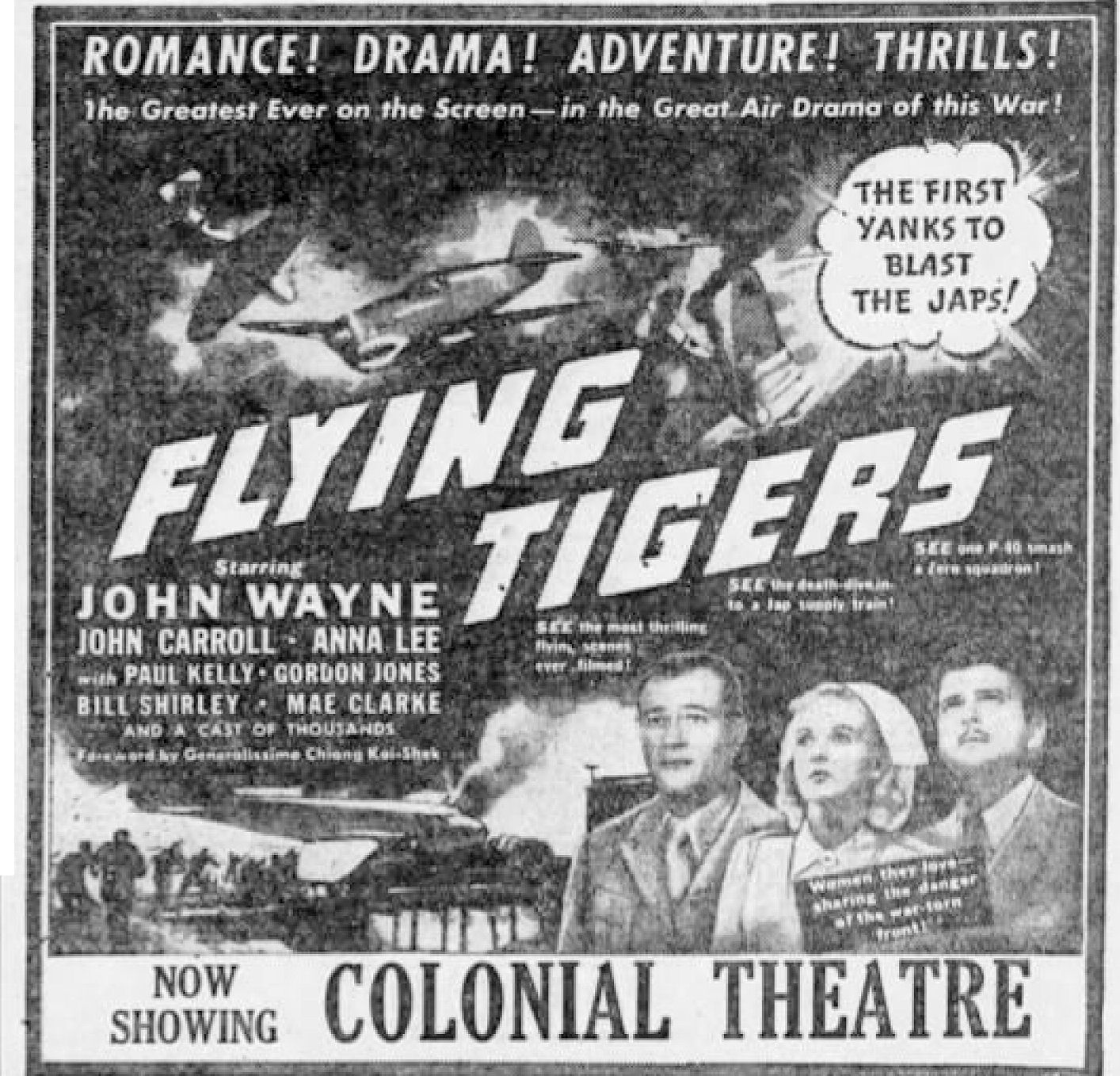
Filmposter van de film Flying Tigers met John Wayne uitgebracht in 1942

De Flying Tigers of de First American Volunteer Group (AVG) opereerde als deel van de Chinese Luchtmacht in 1941-1942. AVG stond onder leiding van Claire Lee Chennault. De piloten waren eerst civiele vrijwilligers, maar na presidentiële goedkeuring mochten piloten van de Amerikaanse luchtmacht, marine en mariniers ook deelnemen.
In april 1937 accepteerde Claire Lee Chennault een opdracht voor drie maanden om in China de luchtmacht door te lichten. Hij was net vertrokken bij de United States Army Air Corps, waar hij de rang van kapitein had. Voor Chiang Kai-shek had hij veel kennis van luchtmachtzaken die van belang waren in de strijd tegen het Japans Keizerlijk Leger waarmee China sinds 1937 in oorlog verkeerde. Zijn verblijf werd verlengd en in de zomer van 1938 vertrok hij naar Kunming om een nieuwe Chinese luchtmacht vorm te geven.
Door de aanhoudende Japanse aanvallen werd Chennault in het najaar van 1940 naar de Verenigde Staten gestuurd met de opdracht gevechtsvliegtuigen en bommenwerpers te kopen en piloten te werven. Er waren plannen voor drie groepen, twee met gevechtsvliegtuigen en een uitgerust met bommenwerpers. Alleen de plannen voor de eerste groep zijn uitgevoerd. Curtiss was bereid 100 vliegtuigen van het type Curtiss P-40 Warhawk te leveren. Deze waren besteld door de Britten, maar Curtiss bood de Britten een nieuwer model aan waardoor Chennault alsnog het oudere model vliegtuig kon kopen. Dit oudere model had nadelen, maar de vliegtuigen waren duidelijk opgewassen tegen de Japanse gevechtsvliegtuigen.
De groep bestond uit drie squadrons van elk ongeveer 30 gevechtsvliegtuigen. De vliegtuigen werden naar Rangoon in Birma getransporteerd. Hier werden ze in gereedheid gebracht en trainde de bemanning. In 1941 stond Birma nog onder Brits bestuur en de Verenigde Staten was nog niet in staat van oorlog met Japan.
De groep vrijwilligers maakte officieel deel uit de Chinese luchtmacht. De vrijwilligers sloten contracten af met salarissen variërend van US$ 250 per maand voor een monteur tot US$ 750 voor een squadroncommandant, ongeveer drie keer meer dan ze konden verdienen in het Amerikaanse leger. Hoewel AVG civiele vrijwilligers accepteerde bestond het grootste deel van haar personeel uit vliegeniers van het Amerikaanse leger.
Van de drie squadrons vertrokken er twee naar China en een bleef achter om de Britten te helpen met de verdediging van de stad. China had hier ook belang bij, in de haven van Rangoon kwam veel militair materiaal aan bestemd voor de Chinese strijdkrachten. Deze goederen kwamen over de Birmaweg naar China. Op 20 december 1941 kwam de AVG voor het eerst in actie boven China. Ze vielen een groep van 10 Japanse bommenwerpers aan, ze vernietigden er negen terwijl een eigen toestel neerstortte. Op 23 december kwam de AVG samen met de Royal Air Force in actie bij Rangoon. Tot en met nieuwjaarsdag schoten de vliegtuigen van de AVG boven Birma zeker 75 Japanse toestellen neer, tegen een eigen verlies van zes toestellen en twee piloten. De reputatie van de Flying Tigers werd hiermee gevestigd. Ondanks deze successen werd Birma door Japanse troepen bezet.
De piloten van de AVG bleven in actie in het westen en oosten van China. Op 4 juli 1942 werd de AVG ontbonden en werd onderdeel van de reguliere Amerikaanse luchtmacht. In de zeven maanden van haar bestaan had ze 299 Japanse vliegtuigen zeker vernietigd en nog eens 153 waarschijnlijk. De eigen verliezen bestonden uit 73 P-40’s, waarvan 61 op de grond waren vernietigd. Er kwamen in totaal 23 piloten om en werden er drie gevangen genomen.
Chennault kwam weer in dienst van het Amerikaanse leger en bleef verantwoordelijk voor de luchtoperaties in China. Veel vrijwilligers vertrokken, ze kregen andere functies in Azië, gingen terug naar de Verenigde Staten of vochten verder in andere regio’s.